# Fast Food, Fast Women
Fast Food, Fast Women è un film del 2000 diretto da Amos Kollek, che ha avuto una discreta distribuzione in home video anche in Italia, che tra l'altro è uno dei paesi produttori del film.
Fu presentato in concorso al 53º Festival di Cannes.

## Trama
Bella è una cameriera d'un fast food ormai non più nel fiore dell'età, molto spigliata ma non altrettanto bella, che si innamora ricambiata di un ragazzo, Bruno. La stessa cosa accade ad altre due coppie, Paul, un vedovo che si innamora di una "pari condizione" e George, un anziano che si innamora di una spogliarellista.